# Mudżahid Szach
Mudżahid Szach (ur. ok. 1356, zm. 16 kwietnia 1378) – sułtan Dekanu w latach 1375–1378 r.
Był synem Muhammada I. Zamorodowany przez Daud Szacha, który objął po nim władzę.

## Literatura
- Mudżahid Szach, [w:] M. Hertmanowicz-Brzoza, K. Stepan, Słownik władców świata, Kraków 2005, s. 765.